# Кокран (Џорџија)
Кокран (енгл. Cochran) град је у америчкој савезној држави Џорџија. По попису становништва из 2010. у њему је живело 5.150 становника.

## Демографија
Према попису становништва из 2010. у граду је живело 5.150 становника, што је 695 (15,6%) становника више него 2000. године.
| Група             | 2000.         | 2010.         |
| Белци             | 2.450 (55,0%) | 2.438 (47,3%) |
| Афроамериканци    | 1.875 (42,1%) | 2.498 (48,5%) |
| Азијати           | 63 (1,4%)     | 83 (1,6%)     |
| Хиспаноамериканци | 44 (1,0%)     | 94 (1,8%)     |
| Укупно            | 4.455         | 5.150         |